# Prayer Never Fails
Prayer Never Fails es una película estadounidense de drama de 2016, dirigida por Wes Miller, que a su vez la escribió, musicalizada por Sid De La Cruz, en la fotografía estuvo Adam Payne y los protagonistas son Eric Roberts, Corbin Bernsen y Lorenzo Lamas, entre otros. El filme fue realizado por Sweet Unknown Studios y se estrenó el 12 de febrero de 2016.

## Sinopsis
Un preparador de básquet de la secundaria es echado por rezar con uno de los jugadores, entonces consigue un abogado agnóstico y apostador para realizar una demanda.